# Pseudagrion silaceum
Pseudagrion silaceum – gatunek ważki z rodziny łątkowatych (Coenagrionidae).